# Meigenia quadrisignata
Meigenia quadrisignata là một loài ruồi trong họ Tachinidae.